# Jazz-Preis Baden-Württemberg
Der Jazz-Preis Baden-Württemberg (ursprünglich Landesjazzpreis Baden-Württemberg) ist eine jährliche Auszeichnung zur Förderung von exzellenten Nachwuchsmusikern im Jazzbereich.

## Geschichte
1985 stiftete die Regierung des Bundeslandes Baden-Württemberg diesen Jazzpreis, der an Jazzmusikerinnen und -musiker verliehen werden kann, die nicht älter als 35 Jahre sind. Diese sollen entweder in Baden-Württemberg leben oder durch ihre künstlerische Arbeit eine enge Beziehung zum Land haben. Der Preis ist mit 15.000 Euro sowie einem Preisträgerkonzert dotiert. Die Preisträger werden von einer unabhängigen Jury ausgewählt, der von Anfang an Bernd Konrad vorsaß und jetzt Thomas Siffling vorsitzt und der weitere Fachleute wie der Journalist Thomas Staiber, die Musikerinnen Fola Dada, Gee Hye Lee, Alexandra Lehmler sowie der Musiker Rainer Tempel, die SWR-Jazzredakteure Konrad Bott und Julia Neupert sowie Arndt Weidler vom Jazzinstitut Darmstadt angehören.
Der Jazzpreis hat weit über das Land Baden-Württemberg hinaus eine hohe Anerkennung. Viele Preisträger haben sich in der Szene gut etabliert, einige sind international erfolgreich. Seit 2015 wurden z. T. zusätzlich auch Musiker für ihr Lebenswerk ausgezeichnet.

## Preisträger
- 1985: Joerg Reiter (Piano), Johannes Faber (Trompete)
- 1986: Thomas Stabenow (Kontrabass)
- 1987: Thomas Heidepriem (Kontrabass)
- 1988: Dieter Ilg (Kontrabass)
- 1989: Michael Kersting (Schlagzeug)
- 1990: Claus Stötter (Trompete)
- 1991: Klaus Graf (Saxophon)
- 1992: Thorsten Wollmann (Trompete)
- 1993: Matthias Stich (Saxophon)
- 1994: Ekkehard Rössle (Saxophon)
- 1995: Karoline Höfler (Kontrabass)
- 1996: Andi Maile (Saxophon)
- 1997: Peter Lehel (Saxophon)
- 1998: Gregor Hübner (Violine)
- 1999: Steffen Schorn (Holzblasinstrumente)
- 2000: Patrick Bebelaar (Piano)
- 2001: Ralf Schmid (Piano)
- 2002: Rainer Tempel (Piano)
- 2003: Frank Kroll (Saxophon), Veit Hübner (Kontrabass)
- 2004: Jo Ambros (Gitarre)
- 2005: Thomas Siffling (Trompete)
- 2006: Torsten Krill (Schlagzeug)
- 2007: Kristjan Randalu (Piano)
- 2008: Bodek Janke (Schlagzeug)
- 2009: Axel Kühn (Kontrabass)
- 2010: Rainer Böhm (Klavier)
- 2011: Anne Czichowsky (Gesang)
- 2012: Gee Hye Lee (Piano)
- 2013: Alexander „Sandi“ Kuhn (Saxophon)
- 2014: Alexandra Lehmler (Saxophon)
- 2015: Magnus Mehl (Saxophon)
- 2016: Volker Engelberth (Piano)
- 2017: Sebastian Schuster (Kontrabass)
- 2018: Alexander Bühl (Saxophon);[1]
- 2019: Olivia Trummer (Piano, Gesang)
- 2020: Franziska Ameli Schuster (Gesang)
- 2021: Christoph Neuhaus (Gitarre)
- 2022: Jakob Manz (Saxophon)[2]
- 2023: Clara Vetter (Piano, Komposition)[3]
- 2024: Lukas DeRungs (Piano, Komposition)[4]
- 2025: Samuel Restle (Posaune, Komposition)[5]

## Jazz-Ehrenpreis
Von 2015 bis 2018 und 2020 vergab das Land Baden-Württemberg ebenfalls einen Jazz-Ehrenpreis als Sonderpreis für das Lebenswerk. Der Preis ist mit 10.000 Euro dotiert und würdigt überragende, langjährige Verdienste um den Jazz, um dessen Entwicklung und Qualität, die weit über die Grenzen Baden-Württembergs hinaus wirken. Dieser Preis wird von der L-Bank und von Lotto Baden-Württemberg unterstützt.

### Preisträger des Jazz-Ehrenpreises
- 2015: Eberhard Weber
- 2016: Wolfgang Dauner
- 2017: Herbert Joos
- 2018: Bernd Konrad[6]
- 2020: Lauren Newton